# Laemophloeus
Laemophloeus is een geslacht van kevers uit de familie dwergschorskevers (Laemophloeidae). De wetenschappelijke naam van het geslacht werd in 1835 gepubliceerd door Dejean. De typesoort van het geslacht is Cucujus monilis Fabricius, 1787

## Soorten
- Laemophloeus buenavista Thomas, 2013[2]
- Laemophloeus concinnus Thomas, 2013[2]
- Laemophloeus germaini Grouvelle, 1896
- Laemophloeus macrognathus Reitter, 1876
- Laemophloeus sexarticulatus Kessel, 1926
- Laemophloeus capitesculptus Thomas, 2014
- Laemophloeus corporeflavus Thomas, 2014
- Laemophloeus dozieri Thomas, 2014
- Laemophloeus insulatestudinorum Thomas, 2014
- Laemophloeus planaclavatus Thomas, 2014
- Laemophloeus taurus Thomas, 2014
- Laemophloeus lecontei Grouvelle, 1876
- Laemophloeus megacephalus Grouvelle, 1876
- Laemophloeus incisus Sharp, 1899
- Laemophloeus mathani Grouvelle, 1889
- Laemophloeus suturalis Reitter, 1876
- Laemophloeus biguttatus (Say)
- Laemophloeus californicus  Casey
- Laemophloeus cognatus (Sharp)
- Laemophloeus fasciatus Melsheimer
- Laemophloeus femoralis Sasaji
- Laemophloeus fervidus Casey
- Laemophloeus krausii Ganglbauer
- Laemophloeus monilis (Fabricius, 1787)
- Laemophloeus muticus (Fabricius)
- Laemophloeus nigricollis Lucas
- Laemophloeus ribbei Reitter
- Laemophloeus shastanus Casey
- Laemophloeus submonilis Reitter
- Laemophloeus terminalis Casey
- Laemophloeus woodruffi Thomas

## Synoniemen
- Laemophloeus prominens Hetschko, 1928 = Laemophloeus germaini Grouvelle, 1896[2]
- Laemophloeus notabilis Kessel, 1926 (not Grouvell, 1904) = Laemophloeus germaini Grouvelle, 1896[2]
- Laemophloeus catharinensis Kessel, 1926 = Laemophloeus incisus Sharp, 1899
- Laemophloeus similans Kessel, 1926 = Laemophloeus incisus Sharp, 1899
- Laemophloeus chevrolati Grouvelle, 1878 = Laemophloeus lecontei Grouvelle, 1876
- Laemophloeus distinguendus Sharp, 1899 = Laemophloeus megacephalus Grouvelle, 1876:495
- Laemophloeus floridanus Casey, 1884 = Laemophloeus megacephalus Grouvelle, 1876:495[3]